# Eugenia ampla
Eugenia ampla är en myrtenväxtart som beskrevs av Maria Lucia Kawasaki och Bruce K. Holst. Eugenia ampla ingår i släktet Eugenia och familjen myrtenväxter.
Artens utbredningsområde är Ecuador. Inga underarter finns listade i Catalogue of Life.